# 北岩墓群
北岩墓群位於重慶市涪陵區黃旗鎮點易村，文物遺址年代為漢代，2009年12月15日列為第二批重慶市文物保護單位。